# Dracaena fragrans
Dracaena fragrans es un arbusto tropical perteneciente a la familia de las asparagáceas, anteriormente incluida en las ruscáceas. En jardinería se conoce popularmente como Tronco del Brasil, Palo de Brasil o Palo de Agua.

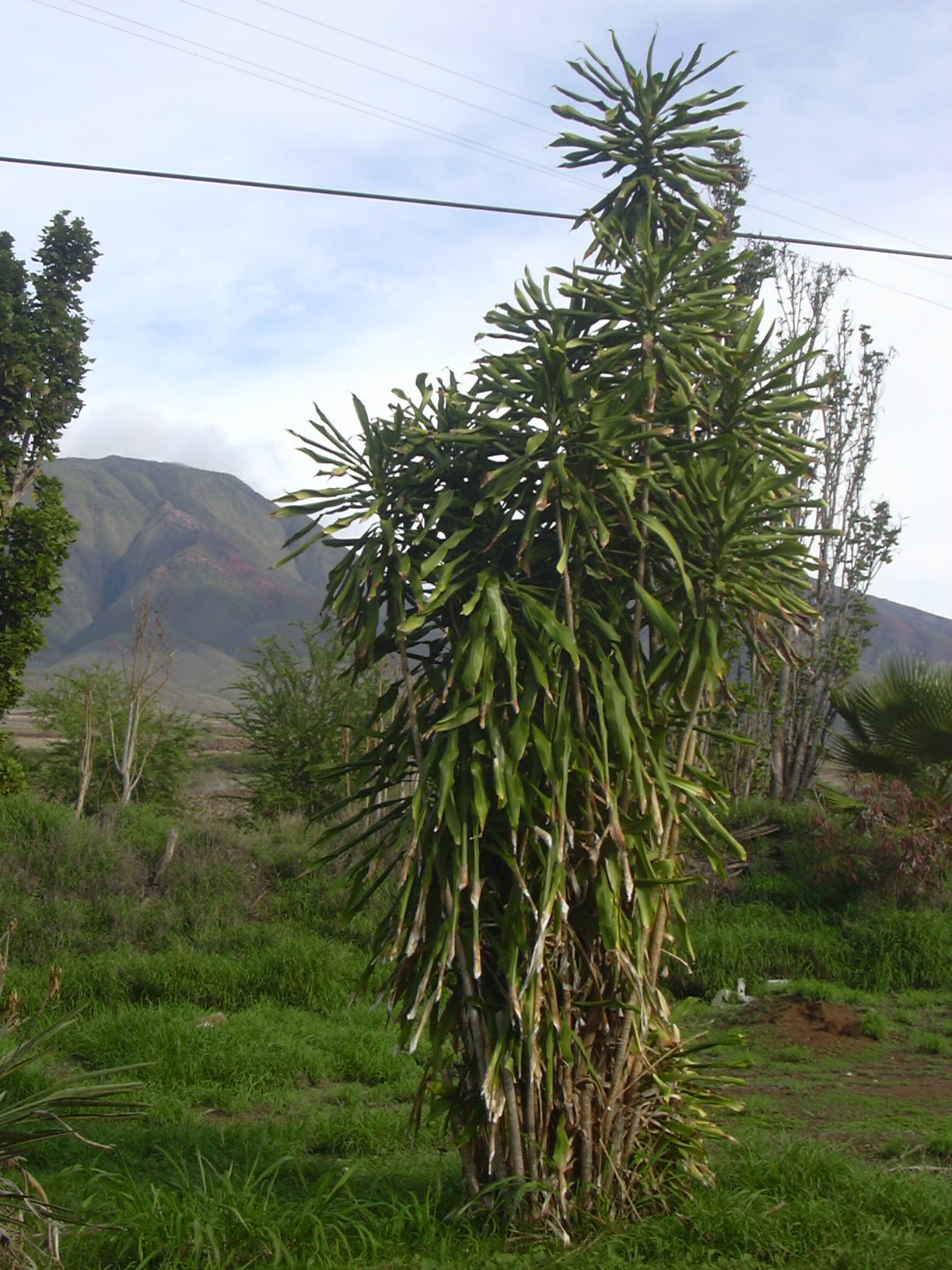
Vista de la planta

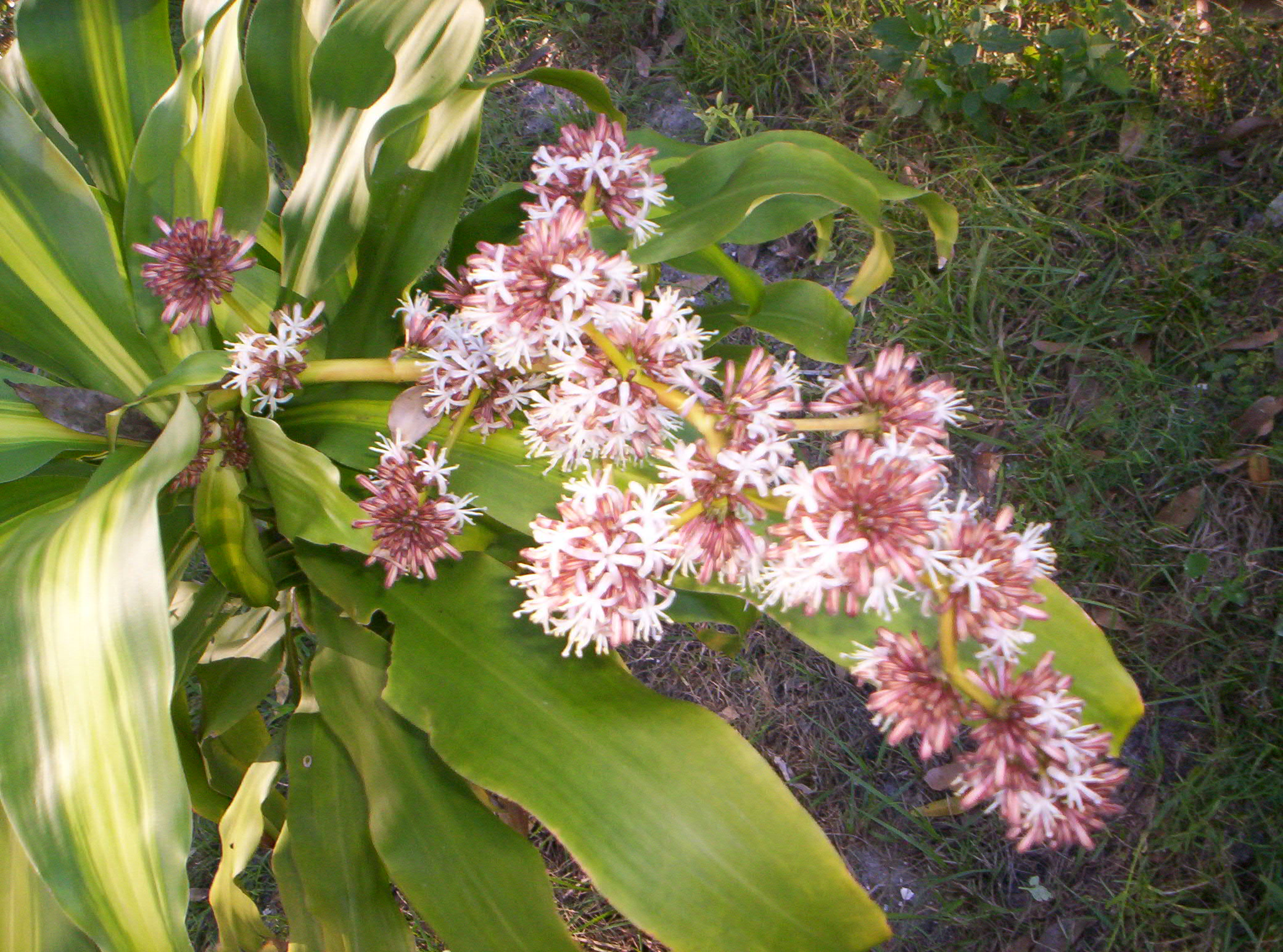
Inflorescencia

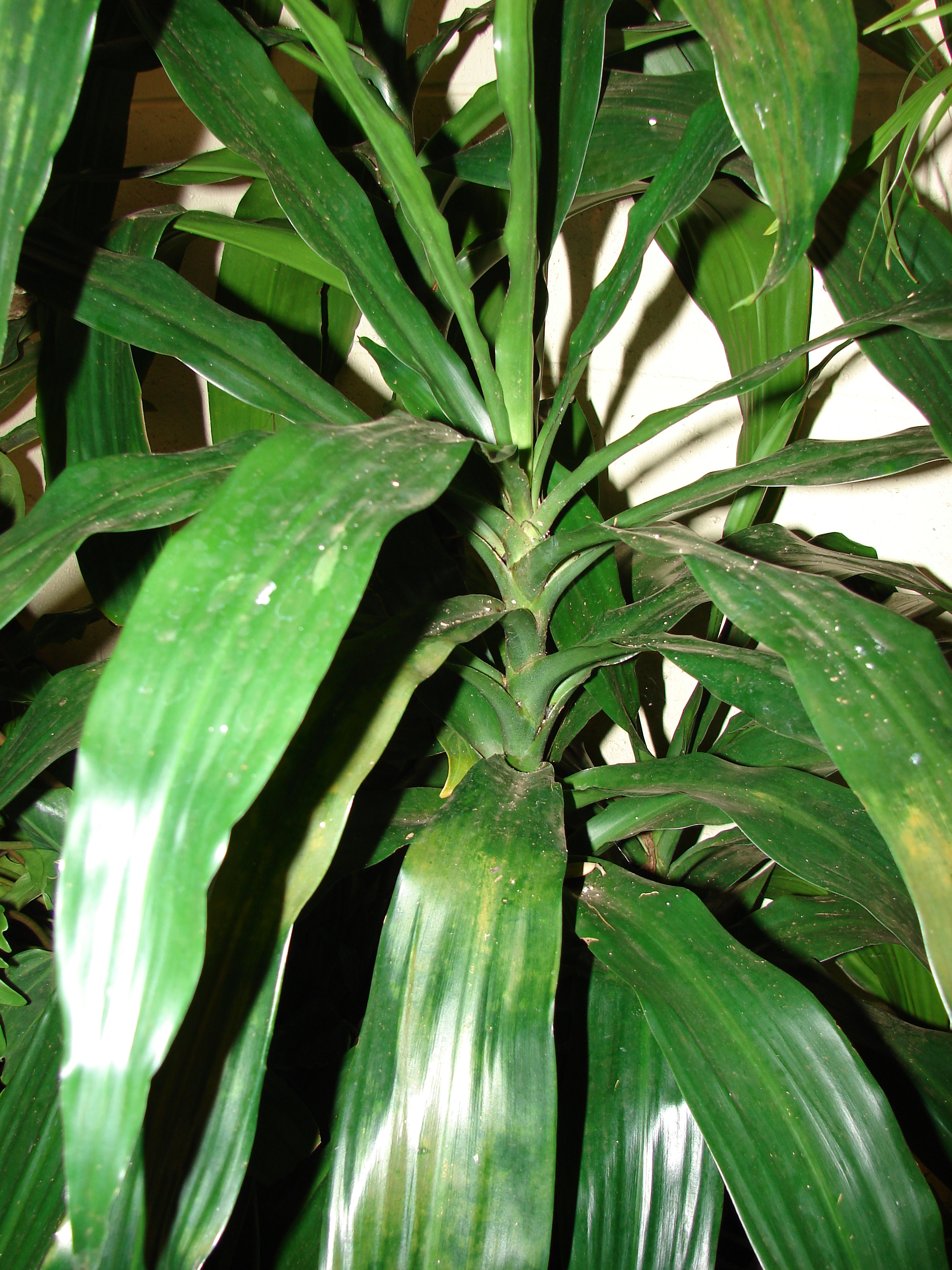
Detalle de las hojas

## Descripción
Arbusto de crecimiento lento, las hojas, que pueden alcanzar hasta 1 m de largo por 10 cm de ancho, forman rosetas de color verde brillante, similar al color menta. Cuando las plantas se cultivan en el suelo, pueden llegar a una altura de más de 6 metros, pero su crecimiento es limitado cuando están en maceta. Flores de color blanco y muy fragantes, de ahí el nombre específico de fragrans. Son muy apreciadas por los insectos, y en el Neotrópico es visitado por unas pocas especies de colibrí como el Amazilia lactea.

## Distribución
Es nativa de África tropical, de Costa de Marfil a Sudán y de Angola a Mozambique.

## Propiedades
La NASA ha demostrado en sus estudios del Aire Limpio, que contribuye a eliminar los productos químicos tales como el formaldehído, así como el xileno y tolueno.

## Cultivo
Es una planta de interior muy popular por su tolerancia al descuido y niveles distintos de luz, así como por eliminar los productos químicos del aire. También se puede cultivar afuera en las zonas de rusticidad 10+ de la DAEU.
Cultivares
Muchos se cultivan por su variegación. La más popular es la 'Massangeana' que se cultiva mundialmente. Las hojas son verde oscuro y en su centro tienen rayas amarillas y verde lima. También es popular la 'Compacta/Janet Craig'. Sus hojas también son oscuras y, como su nombre lo dice, es una versión compacta. Los cultivares 'Lemon Lime', con bordes amarillo limón y centro verde lima, y 'Warneckii', con hojas verdes y líneas blancas, también son conocidos.
Propagación
Puede ser fácilmente propagada por tallo tomado del tronco principal, o por un proceso conocido como Acodadura.

## Taxonomía
Dracaena fragrans fue descrita por (L.) Ker Gawl.  y publicado en Botanical Magazine 27: , pl. 1081. 1808.
Etimología
Ver: Dracaena
fragrans: epíteto latíno que significa "fragante".
Sinonimia
| - Palo de agua o palo de Brasil - Aletris fragrans L. basónimo - Aloe fragrantissima Jacq. - Cordyline fragrans (L.) Planch. - Dracaena albanensis Sander ex Mast. - Dracaena aureolus W.Bull ex Mast. - Dracaena broomfieldii Sander ex Mast. - Dracaena broomfieldii var. superba Sander ex Mast. - Dracaena butayei De Wild. - Dracaena deisteliana Engl. - Dracaena deremensis Engl. - Dracaena deremensis var. warneckei Engl. - Dracaena fragrans (Rodigas) E.Morren - Dracaena fragrans var. victoria (W.Bull) O.F.Cook - Dracaena fragrans forma wacheana Wacha ex Siebert - Dracaena janssensii Mast. - Dracaena latifolia forma rothiana Siebert - Dracaena lindenii Linden ex André - Dracaena massangeana Rodigas - Dracaena smithii Baker ex Hook.f. - Dracaena steudneri var. kilimandscharica Engl. - Dracaena ugandensis Baker - Dracaena victoria W.Bull - Draco fragrans (L.) Kuntze - Pleomele deremensis (Engl.) N.E.Br. - Pleomele fragrans (L.) Salisb. - Pleomele smithii (Baker ex Hook.f.) N.E.Br. - Pleomele ugandensis (Baker) N.E.Br. - Sansevieria fragrans (L.) Jacq. |